# Operon
U biologiji, odnosno genetici, pojam operon označava jedinstvo gena-operatora i strukturnih gena kojima on upravlja. Pod kontrolom je fizioloških stanja u staničnoj plazmi. 
Pojam su 1961. skovali francuski znanstvenici, nobelovci François Jacob i Jacques Monod objašnjavajući laktoza-operon, sustav djelatan u toku biosinteze enzima na kromosomu bakterije Escherichia coli. On ima dalekosežnu primjenu u istraživanjima molekulske genetike. 
Podrobnije, 'operon je funkcionalno i prostorno jedinstvo skupine strukturnih gena i njihovih kontrolnih elemenata na jednom odsječku DNK. Kontrolne elemente predstavljaju operator gen i promotor. 
Operator ili izvršitelj dolazi neposredno ispred niza strukturnih gena a odgovoran je za uključenje ili isključenje nihove funkcije, i to u tom smislu što on uvodi ili priječi sintezu m-RNK, dakle transkripciju genetičke informacije sa strukturnih gena. 
Funkcija operator-gena ovisi o represoru ili obustavljaču (jedna bjelančevina u citoplazmi, slobodna ili vezana na jedan odsječak DNK). Represor je proizvod regulacijskog gena, koji može biti vezan uz operon, ali može biti lokaliziran i na jednom drugom mjestu na DNK. 
Ispred operatora dolazi promotor ili pokretač. On predstavlja mjesto na kojem počinje transkripcija s genske skupine. Na tom točno određenom mjestu na DNK privezuje se enzim RNK-polimeraza, prepoznavši vjerojatno jedan specifični slijed baza kao signal za privezivanje, i kreće se duž DNK po strukturnim genima, ako njegovo napredovanje ne blokira nadošli represor, čime biva prekinuta sinteza m-RNK i zapriječeno strukturnim genima da se izraze.
Funkcija strukturnih gena može, međutim, biti aktivirana induktorom, koji vezivanjem na protein represora inhibira njegovo djelovanje tako da se represor promijeni, napusti operatora i odrješuje se od DNK. Time prestaje blokada RNK-polimeraze te se sinteza m-RNK slobodno odvija i uklapa u mehanizam proteinske sinteze. 
Prema ovoj predodžbi m-RNK predstavlja u obliku kontinuiranog polinukleotidnog lanca zrcalnu sliku strukturalnih gena. 